# Antonov An-38

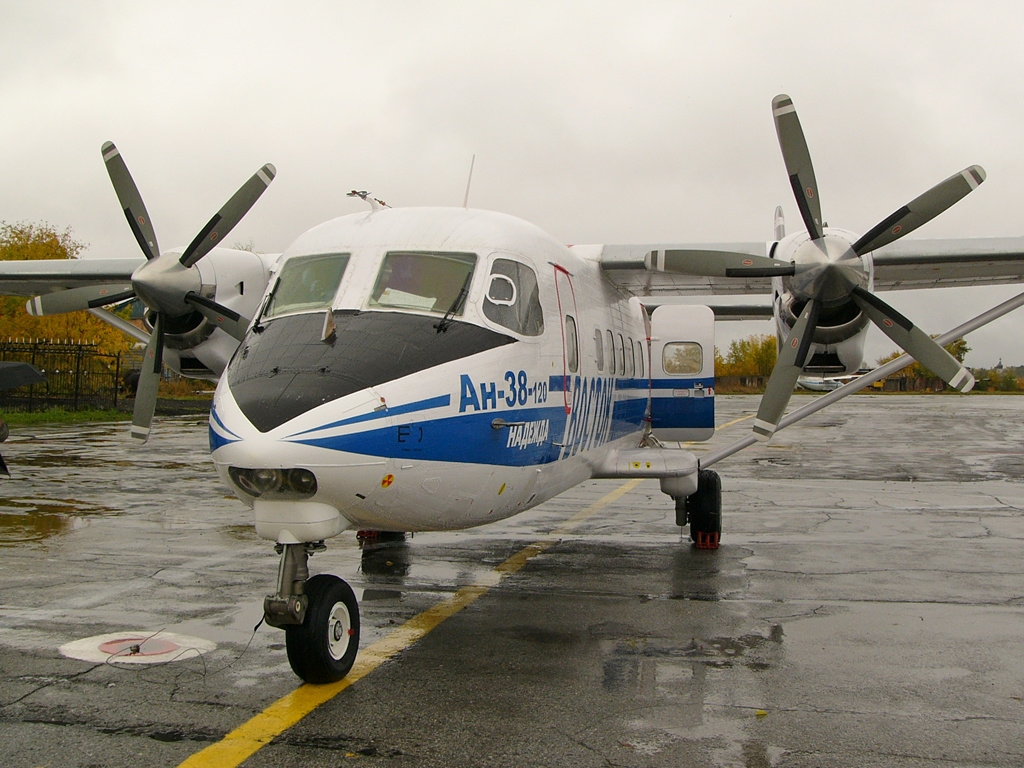
Vostok Airlines An-38, Novosibirsk 2007

Antonov An-38 är ett tvåmotorigt propellerflygplan. Det tillhör samma familj som Antonov An-14 och An-28, flög för första gången 1994. Hittills har det tillverkats i 11 exemplar.

## Användare
Flygs blandat annat av:
- Vostok airlines